# 京都市道187号鹿ヶ谷嵐山線
京都市道187号鹿ヶ谷嵐山線（きょうとしどう187ごう ししがたにあらしやません）は、京都府京都市左京区岡崎東天王町（天王町交差点・白川通）を起点に京都市右京区嵯峨天龍寺瀬戸川町（長辻通）に至る主要地方道である京都市道。

## 概要
別名、丸太町通。戦後に開通した西大路通（円町交差点）より西は新丸太町通とも呼ばれる。

## 地理

### 通過する自治体
- 京都市（左京区 - 上京区 - 中京区 - 上京区 - 中京区 - 右京区）

### 接続する道路
- 京都市道182号蹴上高野線（白川通）
- 京都市道181号京都環状線（東大路通＝東山通）
- 川端通
- 京都府道32号下鴨京都停車場線（河原町通）
- 国道367号（烏丸通）
- 京都府道38号京都広河原美山線（堀川通）
- 京都府道111号二条停車場円町線（千本通）
- 京都市道181号京都環状線（西大路通）
- 京都府道129号花園停車場大将軍線（妙心寺通）
- 京都府道130号花園停車場御室線
- 京都府道131号花園停車場広隆寺線（間接接続）
- 国道162号（周山街道）
- 京都市道184号宇多野吉祥院線
- 山越通
- 京都府道29号宇多野嵐山山田線（バイパス、清滝道）
- 京都府道29号宇多野嵐山山田線（現道、長辻通）

### 沿線
- 京都市立第三錦林小学校
- 泉屋博古館
- 京都市立岡崎中学校
- 岡崎神社
- 京都中央信用金庫岡崎支店
- 京都市立錦林小学校
- 平安神宮
- 三菱UFJ銀行聖護院支店
- 熊野神社
- 京都大学医学部附属病院
- 京阪電気鉄道鴨東線神宮丸太町駅
- 京都中央信用金庫丸太町支店
- 京都地方裁判所
- 京都御苑（御所）
- 京都市立御所南小学校
- 京都市営地下鉄烏丸線丸太町駅
- 滋賀銀行丸太町支店
- 京都第二赤十字病院
- 京都銀行府庁前支店
- 京都信用金庫丸太町支店
- 京都市立二条城北小学校
- りそな銀行千本支店
- 京都中央信用金庫千丸支店
- 史跡平安宮豊楽殿跡
- 京都市立朱雀第二小学校
- 三井住友銀行円町支店
- 西日本旅客鉄道（JR西日本）嵯峨野線円町駅
- 京都信用金庫円町支店
- 京都市立朱雀第八小学校
- 洛陽総合高等学校
- 花園大学
- 京都中央信用金庫花園支店
- 京都市立花園小学校
- 妙心寺
- 西日本旅客鉄道（JR西日本）嵯峨野線花園駅
- 医療法人新生十全会京都双岡病院
- 双ヶ丘
- 太秦自動車教習所
- 京都中央信用金庫常盤東支店
- 京都銀行常盤支店
- 京福電気鉄道北野線常盤駅
- 京都府立嵯峨野高等学校
- 京都市立常磐野小学校
- 京都信用金庫常盤支店
- 京都中央信用金庫常盤支店
- 京都市立広沢小学校
- 京都市立嵯峨中学校
- グルメシティ嵯峨店
- 京都市立嵯峨小学校